# Цемпин
Цемпин (њем. Zempin) општина је у њемачкој савезној држави Мекленбург-Западна Померанија. Једно је од 89 општинских средишта округа Остфорпомерн. Према процјени из 2010. у општини је живјело 948 становника. Посједује регионалну шифру (AGS) 13059105.

## Географски и демографски подаци
Цемпин се налази у савезној држави Мекленбург-Западна Померанија у округу Остфорпомерн. Општина се налази на надморској висини од 0 метара. Површина општине износи 3,1 km². У самом мјесту је, према процјени из 2010. године, живјело 948 становника. Просјечна густина становништва износи 306 становника/km².